# Lampropeltis knoblochi
Espèce
Synonymes
- Lampropeltis pyromelana knoblochi Taylor, 1940

Lampropeltis knoblochi ou serpent roi de l'Arizona est une espèce de serpent de la famille des Colubridae.

## Répartition
Cette espèce est endémique de l'Arizona aux États-Unis et du Chihuahua au Mexique.

## Publication originale
- Taylor, 1940 : A new Lampropeltis from Western Mexico. Copeia, vol. 1940, no 4, p. 253-255.